# Miklós Laczkovich
Miklós Laczkovich (nacido el 21 de febrero de 1948) es un matemático húngaro conocido principalmente por su trabajo en análisis real y teoría de la medida geométrica. Su resultado más famoso es la solución del problema de la cuadratura del círculo de Tarski en 1989.

## Semblanza
Laczkovich obtuvo su título de matemáticas en 1971 en la Universidad Eötvös Loránd, donde ha estado enseñando desde entonces, actualmente liderando el Departamento de Análisis. También fue profesor en el University College de Londres, donde ahora es emérito. Se convirtió en miembro correspondiente (1993), y posteriormente en miembro (1998) de la Academia Húngara de Ciencias. Ha ocupado varios puestos de profesor invitado en el Reino Unido, Canadá, Italia y Estados Unidos.
También es un autor prolífico,  habiendo publicado más de 100 artículos y dos libros, uno de los cuales, Conjetura y Demostración, fue un éxito internacional. Uno de sus resultados es la solución del problema de Kemperman: si f es una función real que satisface 2f(x) ≤ f (x+h) + f(x+ 2h) para cada h > 0, entonces f aumenta monótonamente.
El profesor Laczkovich disfruta con la música clásica; y ha participado activamente en varios coros en las últimas décadas.

## Reconocimientos
- Premio Ostrowski (1993)
- Miembro de la Academia Húngara de Ciencias (correspondiente: 1993, completo: 1998)
- Premio Széchenyi (1998)